# Zamek w Sieluniu
Zamek w Sieluniu – nieistniejąca dziś budowla obronna, położona w miejscowości Sieluń, siedziba starosty tzw. księstwa sieluńskiego, zespołu dóbr należących do prepozyta katedry płockiej.
Zamek był wzmiankowany po raz pierwszy w 1491 roku lub 1519. Budowla obronna w Sieluniu przedtem określana była jako fortalitium, od tamtej pory konsekwentnie nazywana jest castrum. Na zamku odbywały się sądy nad ludnością podległą prepozytom, to jest mieszkańcom około 29 wsi wchodzących w skład księstwa, zarówno chłopów, jak i drobnej szlachty. Oprócz starosty istnieli tu też inni urzędnicy: podkomorzy, sędzia i pisarz. Starostę, jak i innych urzędników. mianował prepozyt.
Dokładne położenie zamku jest nieznane, prawdopodobnie leżał na rzeką Róż. Nie wiadomo też kiedy uległ zniszczeniu.